# Frédéric III (empereur du Saint-Empire)
Pour les articles homonymes, voir Frédéric III.
Frédéric III du Saint-Empire, à l'origine Frédéric V de Habsbourg, né le 21 septembre 1415 à Innsbruck (comté de Tyrol) et mort le 19 août 1493 à Linz (archiduché d'Autriche), fils du duc Ernest d'Autriche, prince de la maison de Habsbourg, reçoit en héritage les fiefs d'Autriche intérieure (duché de Styrie, duché de Carinthie et duché de Carniole) à la mort de son père en 1424 et devient archiduc d'Autriche en 1457 à la mort de son cousin Ladislas de Bohême.
Élu roi des Romains en 1440 et couronné empereur en 1452, il est l'avant-dernier empereur couronné par le pape, le dernier pour qui cette cérémonie a lieu à Rome.
Le long règne impérial de Frédéric (53 ans) est marqué par le déplacement du centre de gravité du pouvoir vers les Territoires héréditaires des Habsbourg, où il est engagé dans des conflits familiaux de longue durée. Ce n'est qu'à partir des années 1470 qu'il trouve le moyen de se concentrer sur les causes de la dégradation de l'autorité impériale, après les coups des cantons suisses confédérés, des Turcs Ottomans, du duc de Bourgogne Charles le Téméraire et du roi de Hongrie Matthias Corvin. 
La mort de Charles le Téméraire (janvier 1477) permet au fils de Frédéric, Maximilien, d'épouser sa fille, Marie de Bourgogne (août 1477) et de prendre la tête de l'État bourguignon attaqué par le roi de France Louis XI. Avec la mort sans héritier de Matthias Corvin (1490), il ne reste donc plus que la question suisse à régler en ce qui concerne l'Empire (en revanche, la question turque est loin de l'être). 
La prise en charge de l'État bourguignon (comté de Bourgogne et fiefs des Pays-Bas bourguignons, principalement) par les Habsbourg (Maximilien, puis son fils Philippe le Beau) est la première étape de leur avènement comme première maison princière d'Europe (la deuxième est l'accession du fils de Philippe, Charles, aux trônes de Castille et d'Aragon en 1516, avant qu'il soit élu empereur en 1520).
C'est à Frédéric III qu'on doit la devise de la maison de Habsbourg, résumée par le monogramme A.E.I.O.U., qui signifie, en latin « Austriae est imperare orbi universo » et en allemand « Alles Erdreich ist Oesterreich untertan », c'est-à-dire : « Il appartient à l'Autriche de gouverner le monde »).

## Biographie

### Origines familiales et avènement
Frédéric est le fils aîné du duc de Styrie Ernest Ier et de Cymburge de Mazovie. À la mort de son cousin Albert II en 1439, les princes-électeurs le choisissent comme roi de Germanie. Il sera couronné empereur romain germanique à Rome par le pape le 19 mars 1452. Il aura épousé quelques jours auparavant à Naples l’infante Éléonore de Portugal (1434 – 1467), fille d'Édouard Ier, roi du Portugal, et nièce d'Henri le Navigateur (16 mars) avec qui il s'était déjà marié par procuration une année auparavant. Frédéric III est le dernier empereur à aller se faire couronner à Rome. Il confirme le Privilegium majus pour l’Autriche.
En 1451, en tant que tuteur du prince Ladislas de Bohême et de Hongrie, héritier de la branche albertine, il confie au chef hussite Georges Poděbrady l'administration du royaume de Bohême, décision entérinée par la diète réunie cette même année et qui lui confie l'intendance du royaume. En 1453, sur proposition de Frédéric III, la diète de Bohême élit Ladislas roi de Bohême, mais comme le nouveau souverain n'a que treize ans, Georges de Poděbrady, malgré ses sympathies hussites, peut poursuivre son administration, cette fois en tant que régent.
L'opposition entre les Tchèques hussites et les catholiques proches du Saint-Empire demeure, mais Georges de Poděbrady se révèle homme de compromis. La mort prématurée du jeune roi Ladislas donne lieu à des rumeurs d'empoisonnement dont les hussites seraient à l'origine. Contesté en Hongrie, Georges de Poděbrady doit libérer le jeune Matthias Huniady, mais le 27 février 1458, la diète des États de Bohême l’élit à l'unanimité roi de Bohême. C'est ainsi que les Habsbourg commencent à perdre pied dans les provinces orientales du Saint-Empire.

### La guerre de succession de Hongrie (1457-1477)
La mort de Ladislas Ier de Bohême, le 23 novembre 1457, déclenche une guerre de succession entre les barons de Hongrie. Le même jour, Frédéric III hérite du roi défunt de son titre d'archiduc d'Autriche. À la faveur du doute, Georges de Bohême libère Matthias, fils de l'ancien voïvode de Transylvanie, Jean Hunyadi, et avec l'aide de Mihály Szilágyi, propose sa candidature aux barons de la Diète de Hongrie. C'est ainsi que le 20 janvier 1458, Matthias Corvin est élu. Le 14 février, le jeune roi (il n'a alors que 15 ans) fait son entrée à Buda.
Une faction influente de nobles hongrois, menée par le comte palatin László Garai et par le voïvode de Transylvanie, Miklós Újlaki (en), dénonce l'élection et va trouver Frédéric de Habsbourg pour lui proposer la couronne de Hongrie. Les cérémonies de ce contre-couronnement ont lieu le 4 mars 1459 à Wiener Neustadt, et Frédéric marche sur la Hongrie. Matthias repousse toutefois les armées du Habsbourg, et s'assure l'appui du pape Pie II en lui promettant de monter une croisade contre les Ottomans qui ne verra jamais le jour. Réconcilié avec son beau-père Georges Poděbrady, Matthias Corvin peut se consacrer entièrement à l'affrontement avec le prince autrichien. Menacé par les Ottomans, Frédéric consent en avril 1462 à traiter avec Matthias Corvin, qui de son côté doit faire face à une nouvelle révolte des barons menés cette fois par Victorinus (fils de George Poděbrady). Moyennant des subsides de 60 000 ducats, Frédéric de Habsbourg est reconnu comme roi de Germanie et obtient la souveraineté sur quelques comtés de Hongrie ; Matthias, lui, est reconnu par Frédéric en tant que roi de Hongrie.
En 1465, le pape Paul II excommunie le roi hussite George Poděbrady, faisant aux princes voisins un devoir sacré de le déposer. C'est donc de plein droit que le 31 mai 1468, Matthias Corvin envahit la Bohême mais, anticipant une alliance contre lui entre le roi Georges et Frédéric III, il conclut prudemment la paix le 27 février 1469. Le 3 mai, les catholiques du pays élisent même Matthias roi de Bohême, et cette situation contrecarre les vues du pape et de l'empereur Frédéric III, qui préféreraient une partition du royaume. George Poděbrady devance les projets de tous ses ennemis en déshéritant de lui-même son propre fils en faveur de Ladislas, le fils aîné du roi Casimir IV de Pologne, s'assurant astucieusement l'appui de la Pologne.

### Conflits avec les cantons suisses confédérés

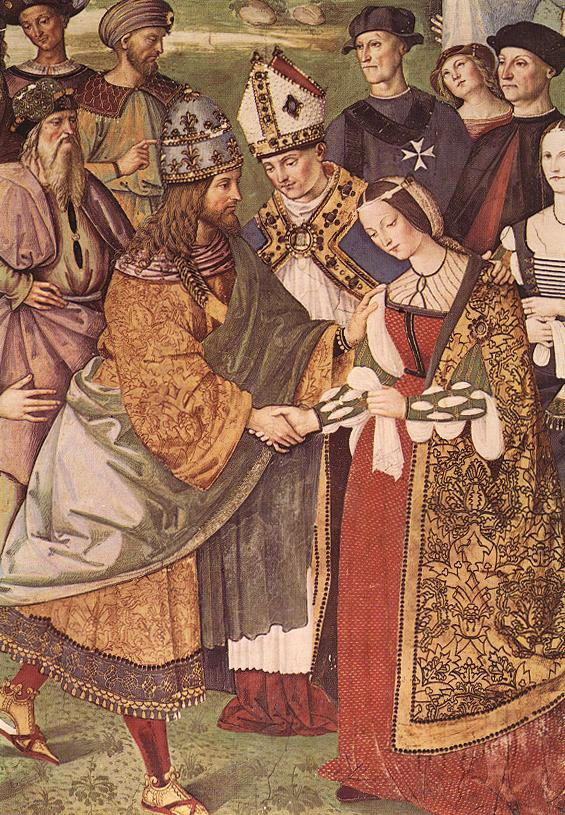
Détail de Le pape Pie II (Aeneas Sylvius Piccolomini) présente Éléonore de Portugal à Frédéric III par Pinturicchio (1454-1513).

Au XVe siècle, la maison princière des Habsbourg, à la suite d'une série de défaites contre des villes confédérées, perd presque toutes ses possessions du plateau suisse jusqu'à la vallée de la Fricktal avec la Thurgovie. En 1460, en effet, le pape Pie II excommunie Sigismond de Habsbourg, duc d'Autriche ; plusieurs villes confédérées se liguent avec des villes d'empire d'outre-Rhin comme Rottweil, Mulhouse, Buchhorn et Wangen, à l'exception de Berne, et en profitent pour s'emparer de la Thurgovie, à l'est de Zurich. Dès le 1er juin 1461, date de la signature de la paix avec l'Autriche qui confirme la possession des pays conquis, ceux-ci sont transformés en bailliages communs. Si la victoire de Waldshut en 1468 permet aux Confédérés d'étendre leur zone d'influence en Haute-Alsace (ancien comté de Sundgau), leur hégémonie régionale ne s'impose vraiment qu’avec les guerres de Bourgogne et la chute de Charles le Téméraire. Même le régent du Tyrol et d'Autriche antérieure, le duc Sigismond d'Autriche, doit reconnaître les possessions des Confédérés par l’Édit perpétuel de 1474. Seul le chef de la maison de Habsbourg, l'empereur Frédéric III, leur reste inexorablement opposé, mais à ce moment il ne règne plus que sur les duchés d'Autriche, de Styrie et de Carinthie. Malgré cela, la Confédération demeurait sous la menace de tentatives de reconquête autrichienne en Argovie et Thurgovie.

### Les offensives de Matthias Corvin et de Charles le Téméraire (années 1470)
La mort soudaine de Poděbrady en mars 1471 entraîne de sérieuses complications. Si une révolte des barons de Hongrie en 1470-1471 empêche Matthias Corvin de faire immédiatement main basse sur la Bohême, en 1474 il se remet en marche contre les armées du Saint-Empire.

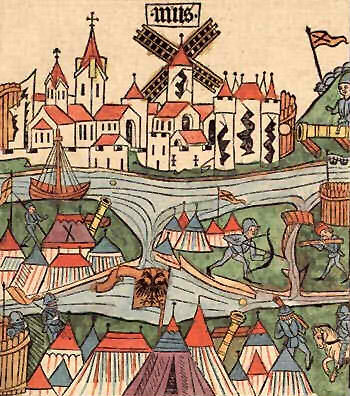
L'échec du Téméraire devant Neuss, en Rhénanie, redore un temps le blason de l'empereur Frédéric.

De son côté, Frédéric III doit faire face à une offensive de Charles le Téméraire en Rhénanie à la fin de 1474. Ce dernier, parti de Gueldre, doit recevoir l'appui d'un corps expéditionnaire anglais fort de 14 000 fantassins et de 1 500 chevaliers, mais qui ne débarquera aux Pays-Bas bourguignons qu'à la fin de 1475. D'ailleurs, des pourparlers avec Louis XI ralentissent l'assaut et, au bout de sept mois, l'empereur parvient à regrouper une armée de secours. Louis XI, au lieu d'honorer sa promesse d'envoyer une armée de 20 000 hommes en Rhénanie, contre-attaque plutôt en Picardie et en Artois, s'emparant des villes de Montdidier, Roye et Corbie (1475). Simultanément, il exhorte le duc Sigismond, la ville de Strasbourg et les cantons suisses à faire la paix entre eux ; le duc Sigismond, avec l'aide des Suisses, reprend par la force le comté de Ferrette, en Alsace, qu'il avait mis en gage à Charles le Téméraire. Au bout d'un an de siège infructueux (1475), le duc de Bourgogne doit lever le siège de Neuss pour faire face aux Français en Picardie. En récompense, Frédéric III accorde aux bourgeois de Neuss le droit de monnayage.
En 1477, Frédéric III, lâché par le duc de Bavière, finit par perdre tous ses fiefs de Hongrie, et est contraint de courir le pays en demandant l'hospitalité aux monastères qu'il trouve sur sa route. Il n'a plus d'autre choix que de concéder à Matthias Corvin un armistice sans conditions. Au terme des derniers pourparlers, l'empereur doit verser une indemnité de guerre énorme, reconnaître définitivement son adversaire comme roi légitime de Hongrie à condition que la couronne revienne aux Habsbourg s'il n'a pas de descendant mâle (ce qui paraît fort peu probable à l'époque, Matthias ayant épousé sa troisième femme Béatrice le 15 décembre 1476).
L'oubli de ces promesses par l'empereur pousse Matthias Corvin à lui déclarer pour la troisième fois la guerre en 1481. Le roi de Hongrie s'empare bientôt de toutes les forteresses du domaine héréditaire d'Autriche. Finalement, le 1er juin 1485, à la tête de 8 000 soldats expérimentés, il entre en triomphe dans Vienne, qui devient désormais sa capitale. Puis la Styrie, la Carinthie et la Carniole tombent l'une après l'autre ; Trieste n'est sauvée que par l'intervention d'un corps expéditionnaire vénitien.

### Divisions croissantes dans le Saint-Empire (années 1480)
Frédéric III en fuite, Matthias consolide ses positions par des alliances conclues avec les ennemis du prince Habsbourg, les ducs de Saxe et les Wittelsbach de Bavière, les cantons confédérés de Suisse et l'archevêque de Salzbourg, formant ainsi le principal bloc politique en Europe centrale. Or, dès 1485, le duc Albert IV de Bavière s’était adjoint les fiefs des seigneurs d'Abensberg dont la lignée était éteinte ; en 1486, il avait annexé à son duché la ville d'Empire de Ratisbonne ; en 1487, il épouse Cunégonde d'Autriche, la fille de Frédéric III et finalement hérite de son cousin Simon le Riche toute la Souabe habsbourgeoise (Haute-Autriche), de sorte que sa puissance devient énorme. Le cousin de Frédéric III, Sigismond d'Autriche, met en gage le comté de Tyrol auprès du duc de Bavière et lui vend en 1487 l'Autriche antérieure à l'exception du Vorarlberg.

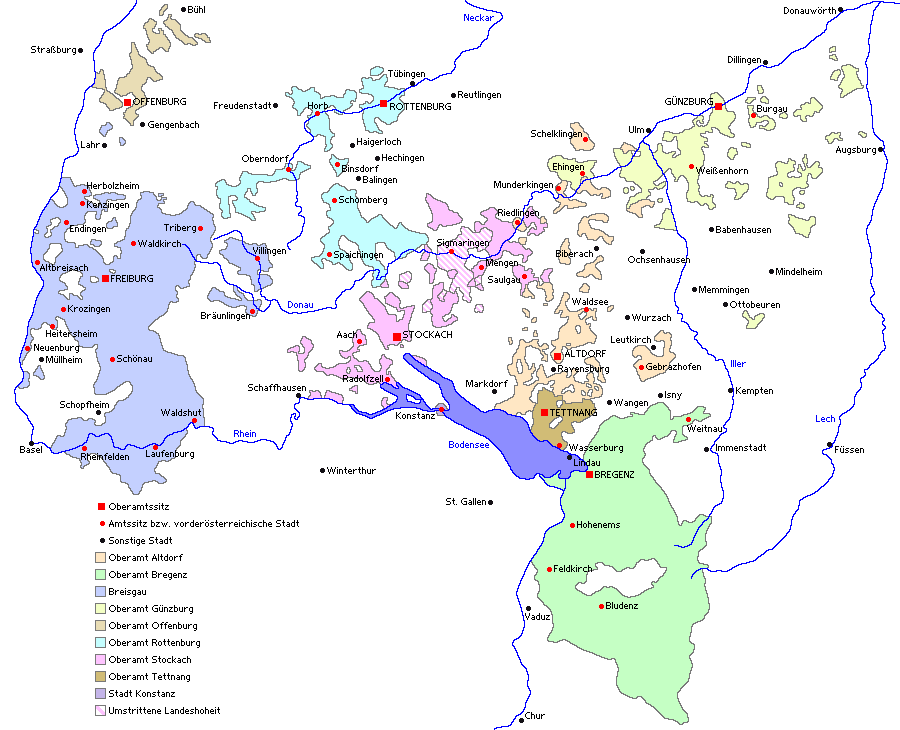
Carte de l'Autriche antérieure, fief Habsbourg du vieux duché de Souabe.

Dans ces circonstances dramatiques, Frédéric III fait placer Sigismond sous tutelle et expulse tous les nobles apparentés aux Wittelsbach de leurs terres. La montée en puissance inexorable des ducs de Bavière préoccupe désormais non seulement l'empereur, mais également les seigneurs de Souabe et des États de Straubing, ainsi que la bourgeoisie des villes d'Empire : pour contrer les Wittelsbach, les villes d'empire d'Allemagne méridionale, la confrérie des chevaliers de Saint-George, le comte de Wurtemberg, les États de Sigismond, l'Autriche antérieure et le Tyrol s'unissent à leur tour à l'instigation des Habsbourg en 1488 en une ligue de Souabe. En outre, l’empereur Frédéric III frappe de mise au ban Albert IV et la ville de Ratisbonne. Pour assurer sa succession et capter l'héritage de Bourgogne, il se résout à faire élire en 1486 son fils Maximilien Ier roi de Germanie.

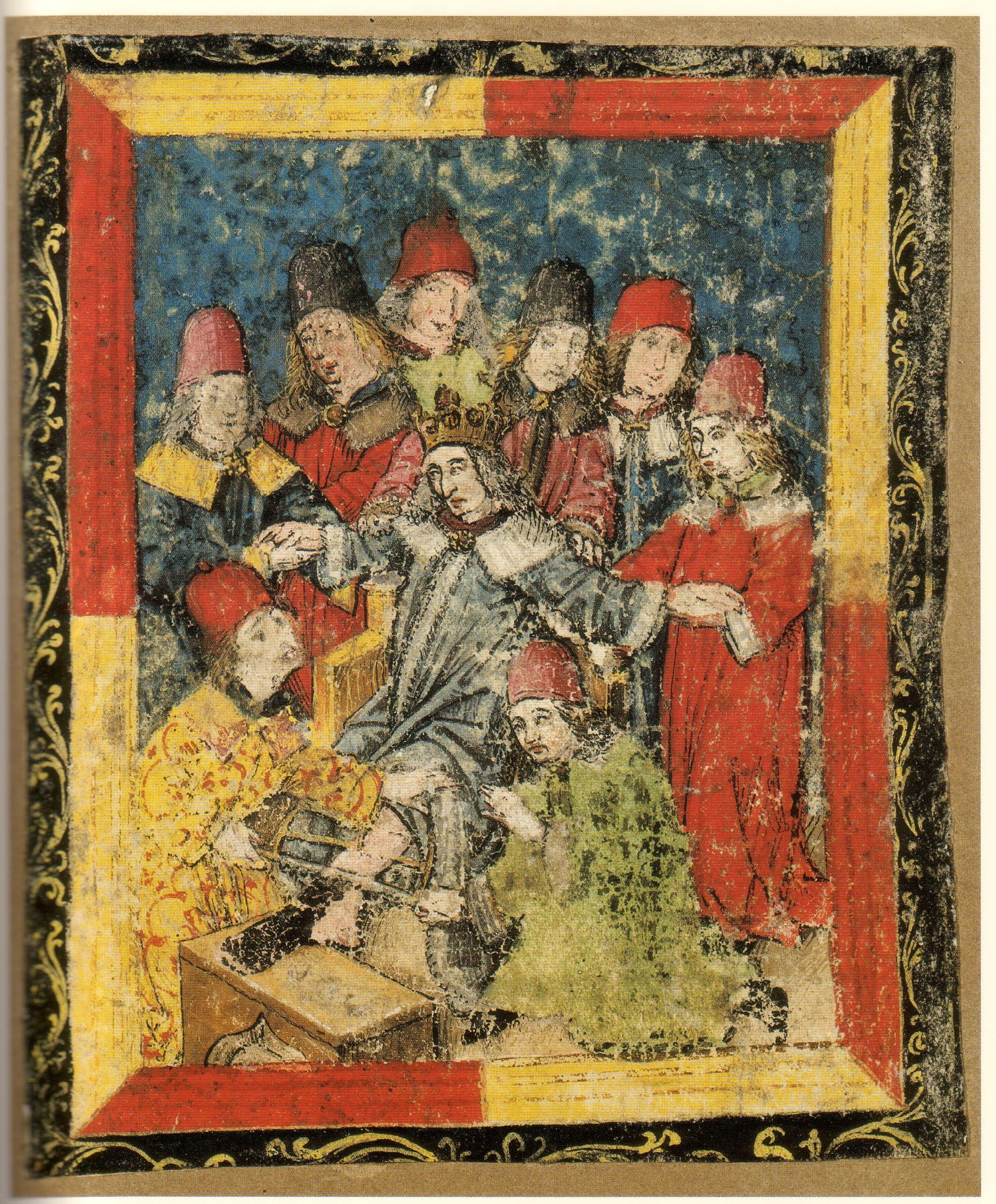
Amputation de la jambe de Frédéric III, 1493.

Les cantons confédérés déclinent l'invitation qui leur est faite de se joindre à cette union sacrée : il y a ainsi désormais trois grandes puissances militaires en Allemagne, la ligue de Souabe, les confédérés et le duché de Bavière. Pourtant, Albert IV, pressé de tous côtés, se décidera finalement à restituer tous ses héritages et la paix sera signée à Augsbourg (1492).

## Mariage et descendance
Frédéric épousa Éléonore de Portugal dont il eut :
- Maximilien Ier (1459-1519), empereur germanique (1508), épouse en 1477 Marie de Bourgogne (1457-1482) puis en 1494 Blanche-Marie Sforza (1472-1510) ;
- Cunégonde (1465-1520), qui épouse en 1487 Albert IV de Bavière (1447-1508).

La puissance croissante de son gendre bavarois finit par le préoccuper, de sorte qu'il le frappa finalement d'interdit pour l'amener à négocier. Il laissa à son fils Maximilien une situation difficile à régler en Bavière.
Frédéric III est l'arrière-grand-père de l'empereur Charles Quint.